# 4 Persei
4 Persei, som är stjärnans Flamsteed-beteckning, är en ensam stjärna belägen i den nordvästra delen av stjärnbilden, Perseus som också har Bayer-beteckningen g Persei. Den har en minsta skenbar magnitud på ca 5,04 och är svagt synlig för blotta ögat där ljusföroreningar ej förekommer. Baserat på parallax enligt Gaia Data Release 2 på ca 4,3 mas, beräknas den befinna sig på ett avstånd på ca 760 ljusår (ca 230 parsek) från solen. Den rör sig närmare solen med en heliocentrisk radialhastighet av ca –2,3 km/s och kan vara en flyktstjärna.

## Egenskaper
4 Persei är blå till vit jättestjärna av spektralklass B8 III, som har  utvecklats  bort från huvudserien. Den har en radie som är ca 3 solradier och utsänder ca 670 gånger mera energi än solen från dess fotosfär vid en effektiv temperatur på ca 12 200 K. Stjärnan är omgiven av ett relativt tätt stoftmoln, vilket leder till infraröd strålning från det kalla stoftet.
4 Persei är en misstänkt variabel, som varierar mellan visuell magnitud +4,99 och 5,03 utan någon känd periodicitet.